# Gletsjer

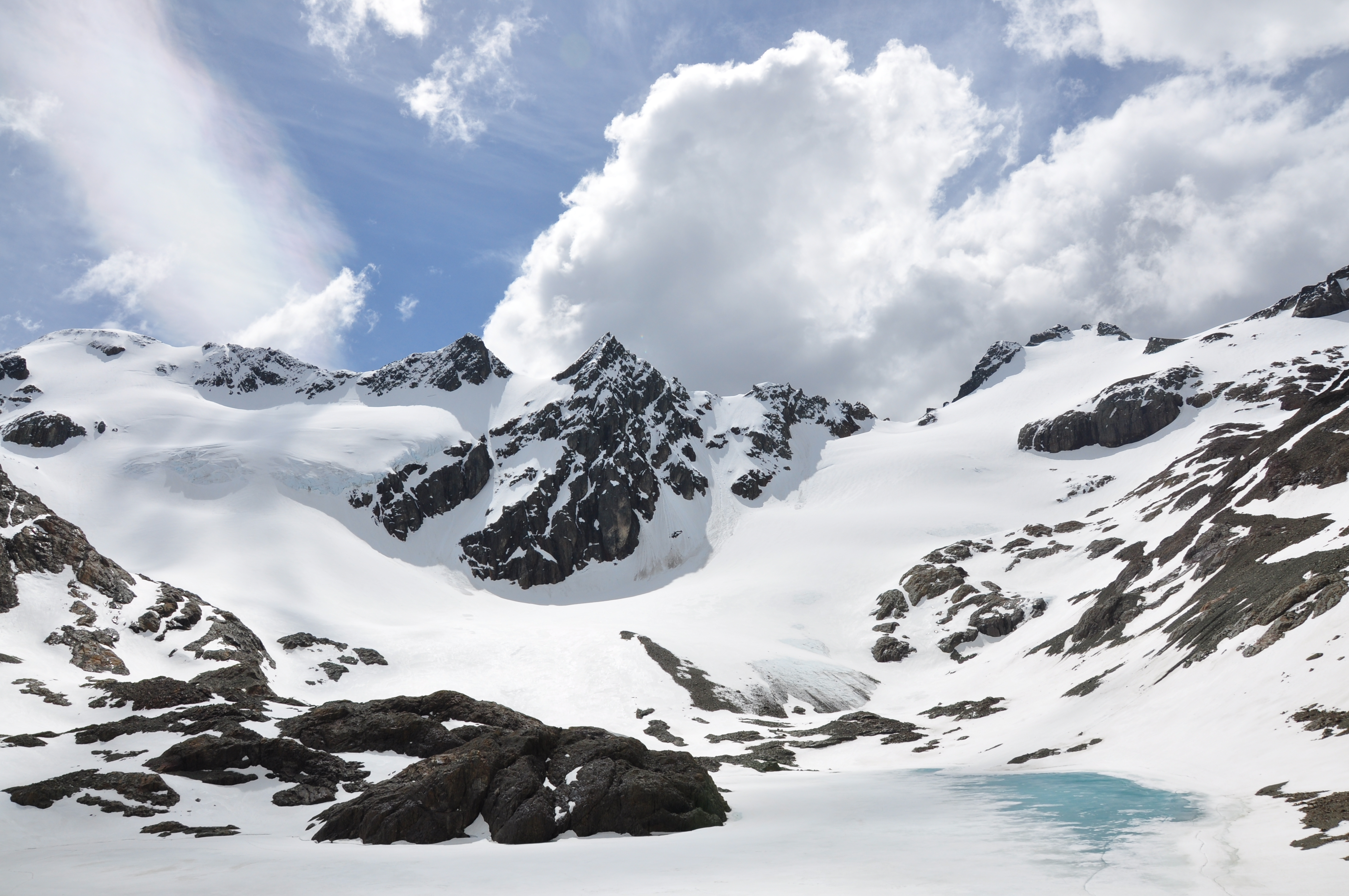
De Vinciguerra-Gletsjer in het Nationaal park Tierra del Fuego, Argentinië

Een gletsjer is een bewegende ijsmassa die gevormd wordt uit sneeuw die op land is gevallen. Sneeuw vormt een gletsjer als de sneeuw lang genoeg blijft liggen en dik genoeg wordt om in ijs te veranderen. Kenmerkend voor gletsjers is dat ze bewegen onder hun eigen druk, als heel langzaam stromende rivieren. Gletsjers bedekken circa 15 miljoen km² aardoppervlak, dat is ongeveer 10 % van het landoppervlak, voornamelijk op Antarctica, Groenland en het noorden van Canada. Ze bevatten 29 miljoen km³ ijs, ongeveer 87 % van alle zoet water op aarde. Ze oefenen door hun enorme gewicht en slijpende werking grote invloed op het land uit. Een gletsjerdal heeft een U-vormige doorsnede, in tegenstelling tot een rivierdal dat meer V-vormig is. Deze U-vorm vormt ook de ondergrond van de Noorse fjorden, die niets anders zijn dan ondergelopen, voormalige gletsjerdalen.

## Ontstaan

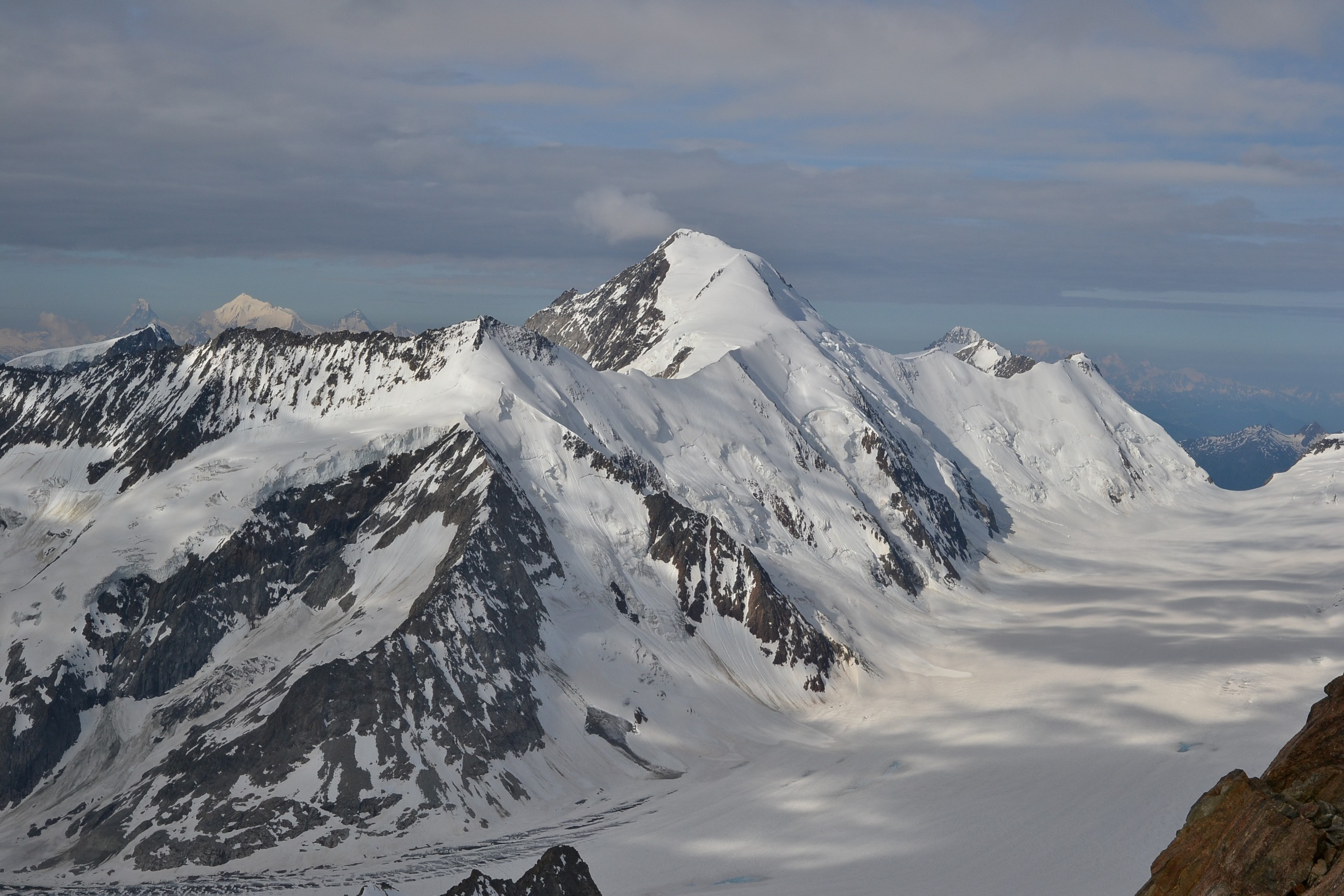
Firnveld van de Lang- en Aletschgletsjer in het gebied van de Aletschgletsjer, Zwitserse Alpen. Op de achtergrond het Lötschenlücke.

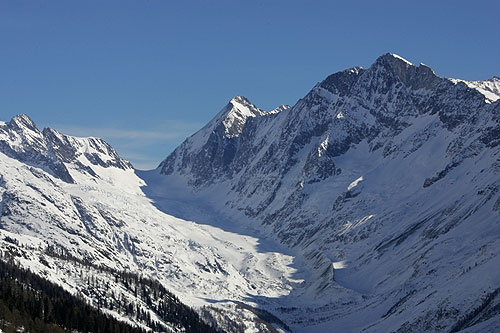
Langgletsjer in de winter vanuit het Lötschental met in het zadel van het Lötschenlücke de Hollandiahütte

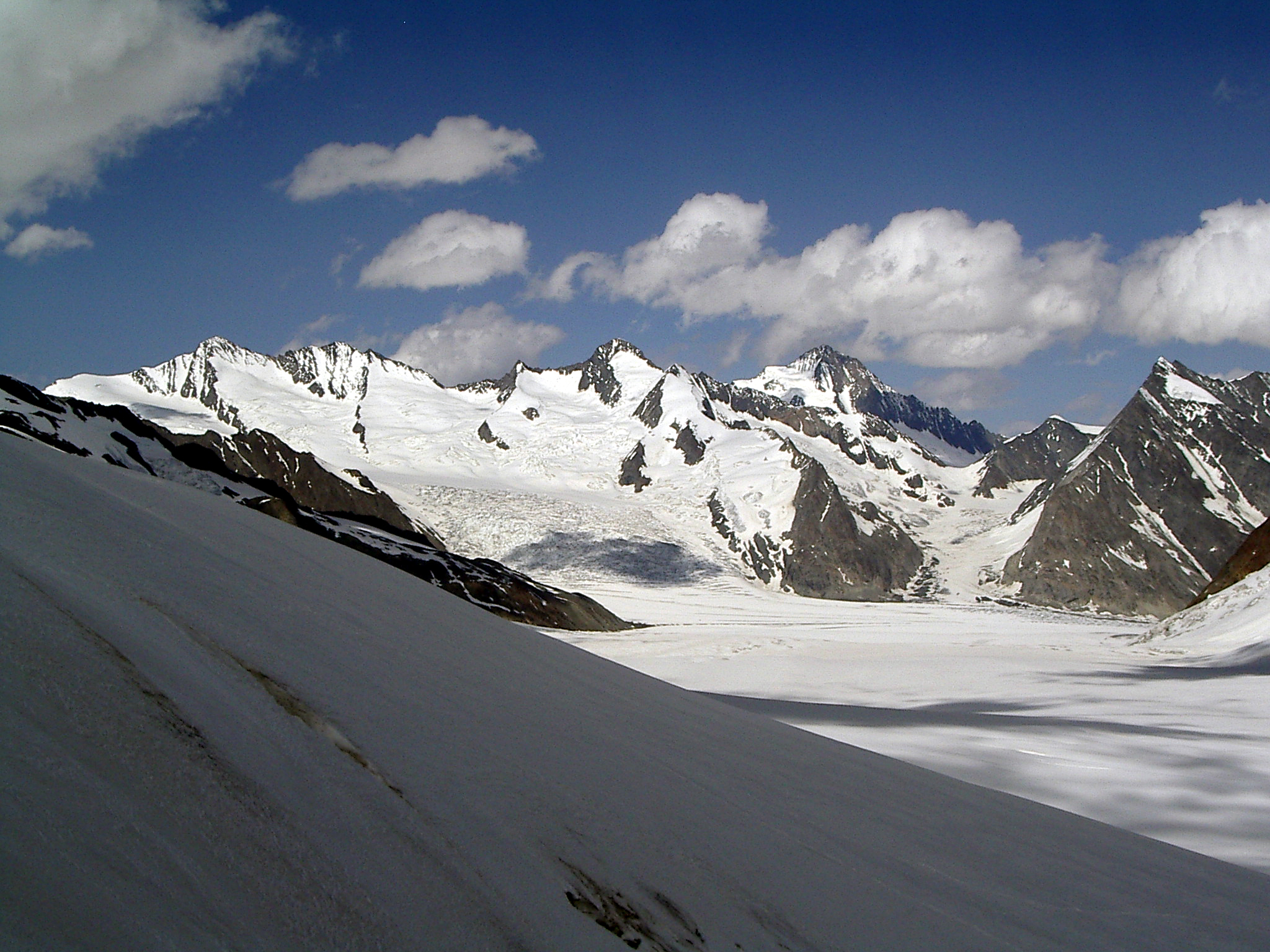
Firnveld van de Aletschgletsjer in Zwitserland. De Aletschgletsjer heeft een zeer groot accumulatiegebied voor sneeuw en ijs.

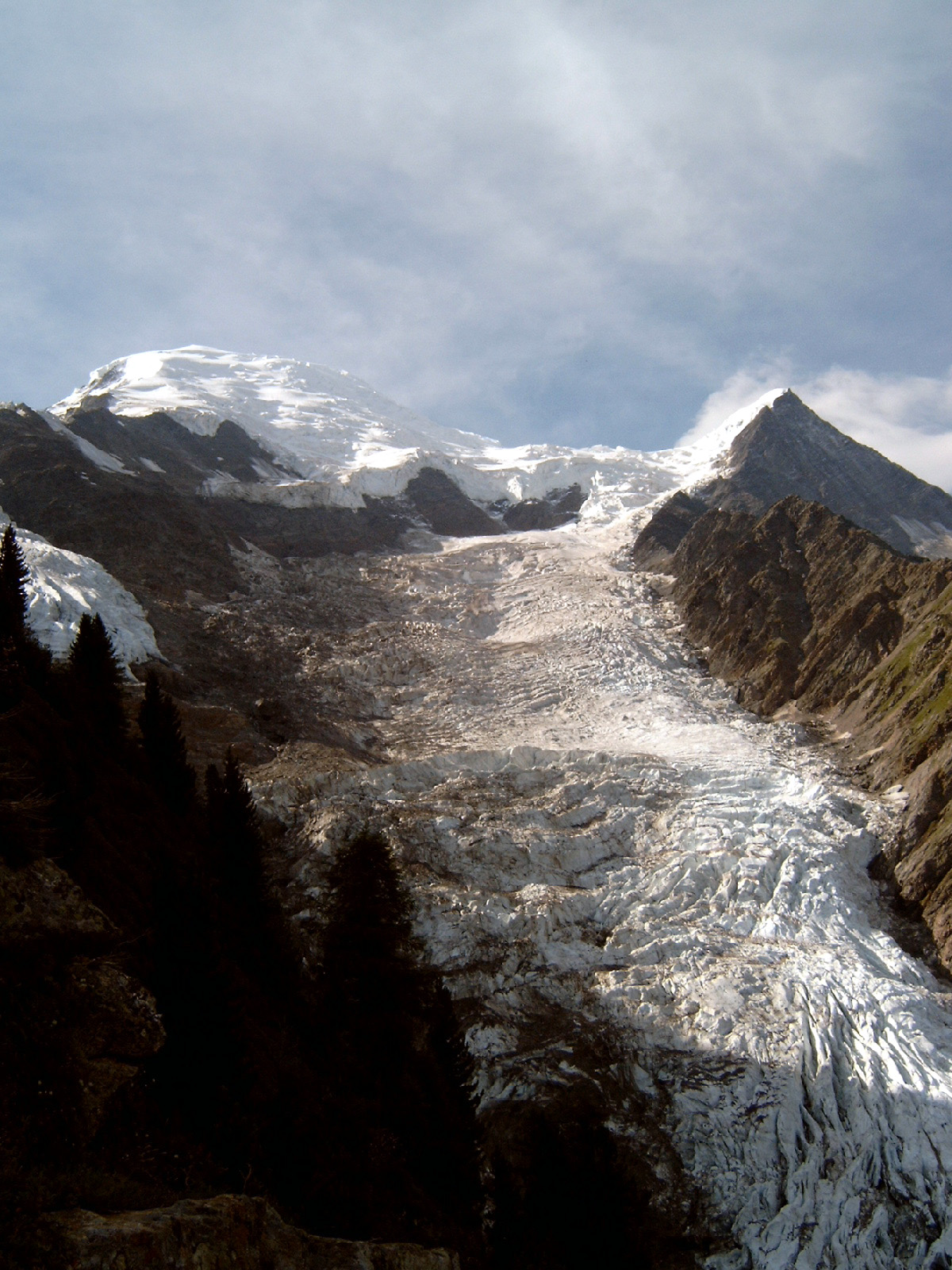
Glacier de Taconnaz met Dôme du Goûter, Franse Alpen

Klimatologische voorwaarden voor het ontstaan van berggletsjers zijn neerslag en lage temperaturen. Deze omstandigheden doen zich voor in hooggebergten en in poolgebieden. Voor het hooggebergte geldt hoe hoger hoe kouder, en hoe groter de neerslag.
Het firnveld van een gletsjer wordt gevormd waar meer sneeuw valt dan er afsmelt, waardoor er (jaarrond) een blijvende sneeuwlaag ontstaat. Dieper gelegen gletsjerijs wordt gevormd wanneer de jaarlijkse sneeuwlagen door hun eigen gewicht aan de onderkant tot ijs worden verdicht. Dat gaat in opeenvolgende fasen. Sneeuw wordt eerst omgezet tot firn. Firn is een fijnkorrelige ijsmassa die gevormd wordt doordat sneeuwkristallen, onder toenemende druk, van vorm veranderen en zich herordenen. Dieper in het firnveld vormt de fijnkorrelige firn, door een verder toenemende druk, ijs.
Het ijs wordt onder een bepaalde diepte, door de toegenoemen druk, vloeibaar, in de vorm van een dikke, stroperige of viskeuze vloeistof, en kan dan door de zwaartekracht langzaam op een horizontale vlakte gaan bewegen (ijskapdynamica) of bergafwaarts gaan stromen (gletsjerdynamica). In gematigde streken is een gletsjer vanaf ongeveer 30 meter diepte viskeus, in het zuidpoolgebied vanaf ongeveer 50 meter diepte.
Als de ijsdruk weer afneemt, gewoonlijk door afsmelting, gaat het op deze diepte kristalliseren, en vormt zich gletsjerijs dat enigszins blauw is.

## Soorten gletsjers

### Onderverdeling naar ontwikkeling en hellingspercentage
Al naargelang het hellingspercentage en de mate van ontwikkeling, is er bij berggletsjers sprake van respectievelijk (slechts) een firnveld, en vervolgens, in toenemende mate van ontwikkeling, van een helling-, vallei- of dalgletsjer.
Het firnveld blijft beperkt tot een naamloos sneeuwveldje, waarvan de firndikte tientallen meters kan bedragen. De hellinggletsjer komt tot op het hellende vlak. Een valleigletsjer vindt zijn weg tot in de vallei, terwijl een dalgletsjer tot in het hoofddal van de rivier komt. Valleigletsjers kunnen, afhankelijk van hun lengte, ook tot in het dal komen. Ze onderscheiden zich door een zachte hellingshoek van 6 graden Aletschgletsjer tot 9 graden Hintereisferner, waarbij de Géant, een van de grotere firnvelden van de Mer de Glace, op een helling(spercentage) van 12 graden ligt.
Hanggletsjers zijn gletsjers op een bergflank met een hellingspercentage van meer dan 30 graden.

### Onderverdeling op basis van vorm en grootte
Gletsjers kunnen naar vorm en grootte als volgt worden getypeerd.
Valleigletsjer
De meest karakteristieke onder de berggletsjers zijn de (enkelvoudige en samengestelde) valleigletsjers. Deze verzamelen hun ijsmassa in een of meerdere gletsjerbekkens die tussen de bergtoppen gelegen zijn, waarna het gletsjerijs een vallei in stroomt. Bekende samengestelde valleigletsjers zijn de Aletschgletsjer in Zwitserland, de Pasterzegletsjer in Oostenrijk en de Mer-de-Glacé in Chamonix-Mont-Blanc, Frankrijk. Een enkelvoudige valleigletsjer die door maar één gletsjerbekken gevoed wordt, is de Rhônegletsjer in Zwitserland.
Plateaugletsjer, voetgletsjer of laaglandgletsjers
Een voetgletsjer, oorspronkelijk een piedmontgletsjer genoemd, is een dalgletsjer die uitstroomt op een grote laagvlakte aan de voet van het gebergte. Indien deze cirkelvormig 'uitwaaiert', wordt deze ook wel laaglandgletsjer (Engels: Lowland Glacier) genoemd. In Europa zijn geen piedmontgletsjers maar wel op Groenland en in Alaska (Malaspinagletsjer). De bekendste laaglandgletsjer in de negentiende eeuw in Europa was de Rhônegletsjer die als valleigletsjer op het kleine plateau van Gletsch lange tijd bleef liggen. Een plateaugletsjer op een vlakte hoger dan het dal wordt eveneens laaglandgletsjer genoemd als deze in cirkelvorm uitwaaiert.
Cirquegletsjer
Een cirquegletsjer is een kleine gletsjer (0,1 - 4 km²) die wordt aangetroffen in cirques, bijna cirkelvormige uitsparingen in een berg. Een voorbeeld van een Europese cirquegletsjer is de Glacier de Saint Sorlin in de Franse Alpen.
IJsvelden, ijskappen, ijsvlaktes en hun afvoergletsjers
IJskappen zijn niet door topografie beperkt. Een ijskap ligt op het landschap (zoals Vatnajökull), in plaats van dat hij door het landschap ingeperkt wordt zoals bij de kleinere ijsvelden (Engels: ice field) met nog zichtbare bergtoppen de Columbia-ijsveld. IJskappen kunnen variëren van relatief klein, zoals de Hardangerjøkul, tot gigantisch groot, zoals de ijskap van Antarctica. In het Engels wordt onderscheid gemaakt tussen ijskap (Engels: ice cap) met een grootte tot 50.000 km², en ijsvlakte (Engels: ice sheet) met een grootte van meer dan 50.000 km². In het Nederlands bestaat dit onderscheid niet. Op aarde zijn op dit ogenblik twee ijskappen groter dan 50.000 km²: de ijskap op Groenland, die circa 9% van al het ijs op aarde bevat, en de Antarctische ijskap, waar 90% van het ijs op aarde is opgeslagen. Deze ijskappen zijn op sommige plaatsen tot circa 4.000 meter dik. In het Nederlands taalgebruik wordt vaak gesproken van de poolkappen, waarmee de Antarctische ijskap en het meerjarige zee-ijs rond de Noordpool wordt bedoeld. De laatstgenoemde is volgens de definitie echter geen ijskap. Voor het verlies van overtollige ijsmassa´s hebben ijsvelden, ijskappen en ijsvlaktes meerdere afvoergletsjers (Engels: outlet glacier).
IJsplateau
Een gletsjer die in een fjord of zee stroomt kan gaan drijven. Het drijvende deel noemen we een ijsplaat of ijsplateau. IJs van een ijsplaat komt altijd van een gletsjer, in tegenstelling tot zee-ijs: dat wordt gevormd door bevriezing van zee- of oceaanwater. IJsplaten zijn enkele honderden meters dik; zee-ijs, zoals waarmee het gebied rond de Noordpool is bedekt, slechts enkele meters. De grootste ijsplaten ter wereld zijn te vinden in Antarctica: het Ross-ijsplateau (487.000 km²) en het Filchner-Ronne-ijsplateau (430.000 km²).
Kalvende gletsjers
Gletsjers die wel in water eindigen maar niet drijven, heten kalvende gletsjers, genoemd naar het proces waarbij stukken ijs afkalven en door het water worden afgevoerd. Afgebroken stukken ijs van kalvende gletsjers, maar ook van ijsplaten, noemen we ijsbergen. Deze bevinden zich voor ongeveer 90% onder water. IJsbergen zijn dus altijd afkomstig van gletsjers, wederom in tegenstelling tot zee-ijs of pakijs. Het afbreken van ijs is een natuurlijke proces in het massatransport van een gletsjer, en niet noodzakelijkerwijs een teken van klimaatverandering of versnelde afsmelting. Een zeer bekende kalvende gletsjer is de Perito Morenogletsjer in Argentinië, maar ook de Breiðamerkurjökull op IJsland.

### Onderverdeling op basis van thermische eigenschappen
Een andere manier om gletsjers te classificeren is door te kijken naar de temperatuur van het ijs.
- Koude gletsjers. In een koude gletsjer (Engels: cold glacier) is het ijs minimaal kouder dan -0,5 graden Celsius en kan temperaturen hebben tot onder -60 graden.
- Warme gletsjers. Een warme gletsjer (Engels: temperate glacier) bestaat echter uit ijs dat van boven tot onder op het smeltpunt ligt (circa 0 °C, afhankelijk van de heersende druk). Dat zelfs in de winter het ijs op het smeltpunt ligt komt door de grote hoeveelheid energie die wordt vrijgelaten als doorsijpelend smeltwater in de gletsjer opnieuw bevriest. Berggletsjers met getemperd of warm gletsjerijs, die tot bijna in het dal komen, zijn dan ook bijzonder gevoelig voor temperatuurwijzigingen omdat hun oppervlaktetemperatuur dicht tegen het vries- en smeltpunt ligt. Daarom zijn veranderingen in de tijd van ijsdikte en gletsjerlengte de duidelijkste signalen van klimaatwijzigingen. Getemperde valleigletsjers leveren door hun wereldwijde spreiding de eerste tekenen van een algemene opwarming of afkoeling.
- Polythermische gletsjers. Tot slot zijn er de polythermische gletsjers, waar het ijs vanaf een zekere diepte op het smeltpunt ligt. Deze gletsjers zijn voornamelijk in Alaska en Canada te vinden, maar ook bijvoorbeeld op Spitsbergen.

## Anatomie van een gletsjer

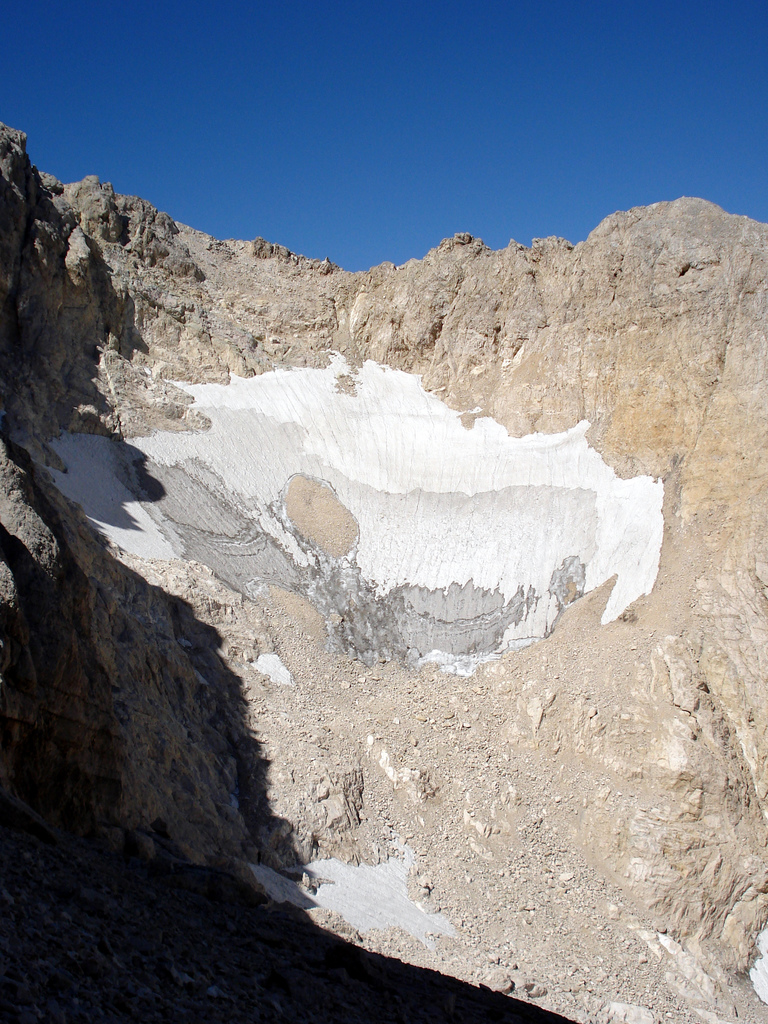
Calderonegletsjer, in de Apennijnen Italië

### Massabalans
De massabalans van een gletsjer wordt ieder jaar opnieuw bekeken, evenwijdig aan het gletsjeroppervlak, waarbij de balansratio (a) gedefinieerd is als 'de netto jaarlijkse verandering van de sneeuwmassa op het oppervlak van de gletsjer'. Meestal is dit de massa van de gevallen sneeuw minus die van de weggesmolten sneeuw. Waar (a>0) positief, spreekt men van het accumulatiegebied, waar (a<0) negatief, van het ablatiegebied.
Sneeuwval en temperatuur hebben vaak de grootste invloed op deze balansratio: sneeuwval draagt positief bij, hogere temperatuur zorgt voor meer afsmelting en draagt dus negatief bij aan de balansratio.
Een gletsjer bestaat uit een hooggelegen accumulatiezone, het firnveld, met positieve balansratio; en een lager gelegen ablatiezone; het smeltgebied, met negatieve balansratio.
Het totale massaverschil over accumulatie- en ablatiegebied bepaalt of de massabalans van de gletsjer in het betreffende jaar positief of negatief is, en dus of de ijsmassa toe- of afneemt.
Bij een door de jaren aanhoudende positieve of negatieve massabalans zal de gletsjer aangroeien of zich juist terugtrekken. Regionaal is - uit het huishoudboekje van de gletsjer - dan sprake van een ophanden zijnde klimaatverandering.

### Evenwichtslijn
De evenwichtslijn (Engels: Equilibrium Line Altitude (ELA)) is een van de belangrijkste kenmerken van een gletsjer. De evenwichtslijn of sneeuwfirnlijn geeft de scheiding aan tussen de accumulatiezone en de ablatiezone. De sneeuwfirnlijn kruipt gedurende de zomermaanden over het gletsjerijs langzaam omhoog en komt rond oktober (april op het zuidelijk halfrond) tot stilstand. De ligging van de evenwichtslijn komt dan overeen met de witte sneeuwlijn aan het eind van de zomer (de waarneembare grens op het gletsjeroppervlak tussen eenjarige witte sneeuw en meerjarig oud gletsjerijs). Bij stijgende evenwichtslijnen verliezen gletsjers uiteindelijk hun firnveld of accumulatiegebied tot de evenwichtslijn onwaarneembaar wordt, de gletsjer zal dan in de loop van meerdere jaren in zijn geheel wegsmelten.
- Voorbeeld

Indien de jaartemperatuur 1 graden Celsius warmer is dan in het voorafgaande jaar, dan stijgt de evenwichtslijn met 100 meter; indien de neerslag met globaal 30% zou zijn toegenomen dan blijft de evenwichtslijn toch stabiel.

## Stroming en beweging van gletsjers
Het overschot op een horizontaal vlak aan bewegend firnijs, dat ieder jaar in het accumulatiegebied ontstaat, wordt onder invloed van de zwaartekracht naar het lagergelegen ablatiegebied getransporteerd door stroming. Daarbij heeft de oppervlaktegrootte van het hellende ablatiegebied de jaarlijkse taak om de jaarlijkse sneeuwval van een hogergelegen accumulatiegebied te laten wegsmelten. Neemt de hoeveelheid sneeuwval in het accumulatiegebied echter jaar in jaar uit toe dan komt het moment dat de oppervlaktegrootte van het smeltgebied door gletsjeraanwas groter moet worden.
De gletsjerkunde onderscheidt twee vormen van bewegen en stromen: als gevolg van de koude en warme deformatie van het ijs en als gevolg van glijden over de bodem. In het eerste geval beweegt en stroomt het ijs van de gletsjer op een horizontaal of hellend vlak, omdat het door zijn eigen gewicht wordt gedeformeerd. In het tweede geval glijdt de gletsjer over de rotsbodem. Deze laatste vorm kan dominant worden als een gletsjer over los sediment glijdt, de subglaciale till, of als te veel smeltwater een glijlaag begint te vormen of als de hydrostatische waterdruk de gletsjer iets optilt.

### Individuele valleigletsjers
De gemiddelde snelheid, waarmee kleinere valleigletsjers per jaar aan het ijsoppervlak stromen, varieert van enkele meters per jaar bij de kleinste, tot bijna 50-200 meter per jaar bij de iets grotere. De gemiddelde snelheid, gemeten aan het totale ijsoppervlak van de oorspronkelijke gletsjer, varieert van jaar tot jaar en is bovendien doorgaans groter in de winter dan in de zomer. Voornamelijk tijdens de wintermaanden onder een witte winterdeken, en onttrokken aan het oog, worden in het ablatiegebied de zeer hoge smeltverliezen van de korte zomermaanden aangevuld. Nabij de evenwichtslijn wordt doorgaans de hoogste snelheid gemeten, die dalwaarts afneemt tot bijna nul. In het dal, waar de temperatuur het hoogst is, is de gletsjerlengte in evenwicht als de toevoer van gletsjerijs gelijk is aan de hoeveelheid van afsmelting.
- Voorbeeld

In de 'starre' koude tijd van december tot en met mei vindt, via de oppervlakte-snelheidsbeweging, de grote aanvulling van de smeltverliezen plaats. Bij een gemiddelde oppervlaktesnelheid van 100 meter per jaar, op een zekere hoogtelijn, heeft de maand december de laagste snelheid met -20 tot -25% van het jaargemiddelde, en eind mei - einde winter - de hoogste snelheid +40 tot +80%, (Aletschgletsjer). Naarmate men dalwaarts gaat wordt in het onderste 1/3-deel van de gletsjer de winter-zomer verhouding omgedraaid, waar de gletsjer minder dik is en de oppervlaktehelling door het smeltproces is toegenomen.

## Gletsjers en geologie
Door de efficiënte manier waarop gletsjers de ondergrond uitslijpen, hebben gletsjers een grote invloed op het landschap. De Noorse fjorden bijvoorbeeld zijn uitgeslepen door grote gletsjers die daar gedurende de ijstijden stroomden. Het Noorse landschap is nog steeds langzaam aan het terugveren van het gewicht van de ijskap die er in de ijstijd op lag, en wel met enige tientallen centimeter per eeuw.
Het uitgeslepen rotsmateriaal wordt door de gletsjer meegevoerd en vormt aan de randen en aan het uiteinde van de gletsjer zogenaamde morenen. Puin dat over het oppervlak van de gletsjer wordt meegevoerd in langgerekte strepen noemt men een tussenmorene.
In Nederland zijn veel gletsjerinvloeden uit de ijstijden te vinden, bijvoorbeeld de stuwwallen van de Veluwe, de  Utrechtse Heuvelrug en de Hondsrug, en natuurlijk de zwerfstenen die met het ijs vanuit Scandinavië kwamen.

## Gletsjers en klimaat

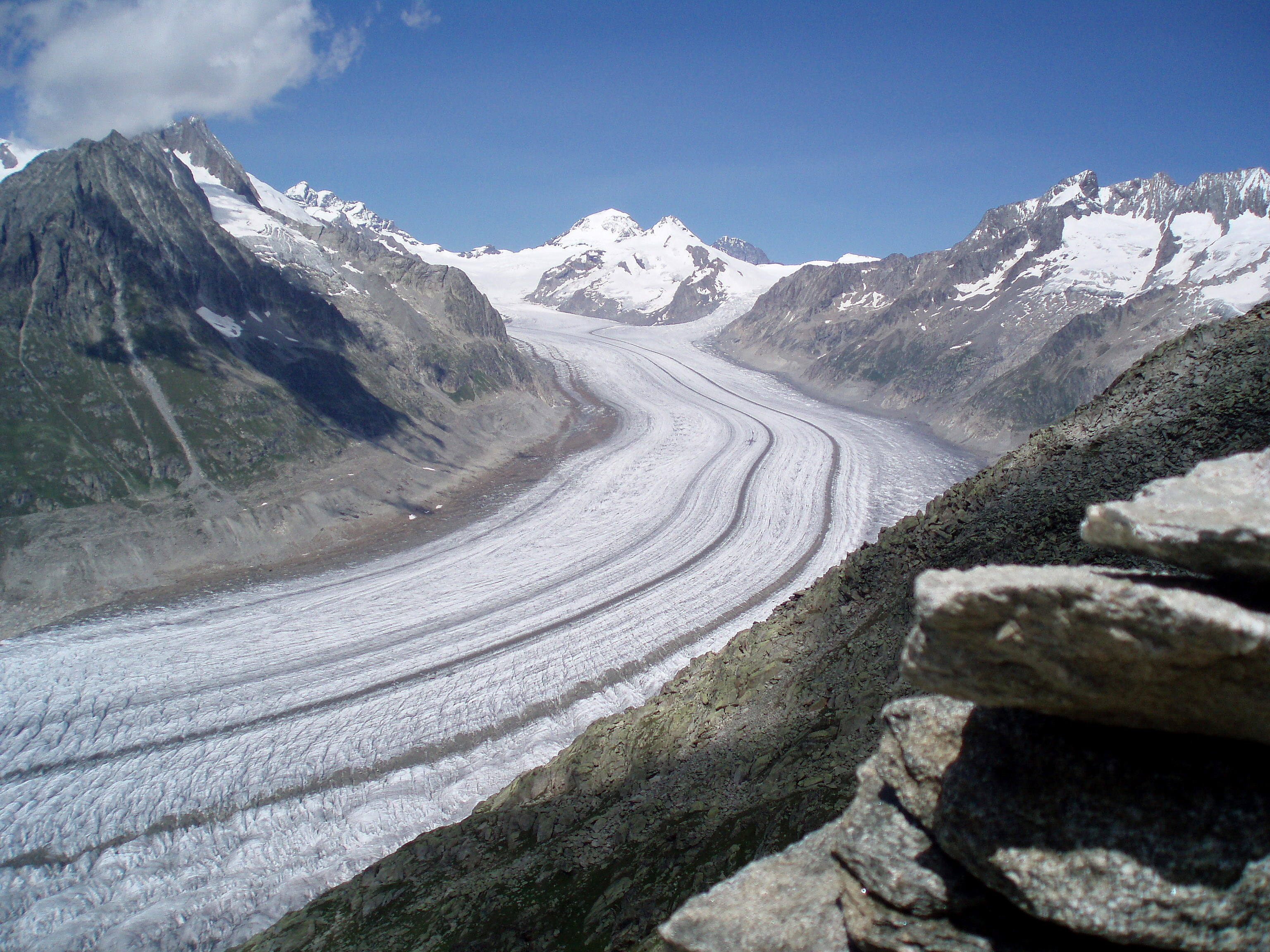
Aletschgletsjer in Zwitserland

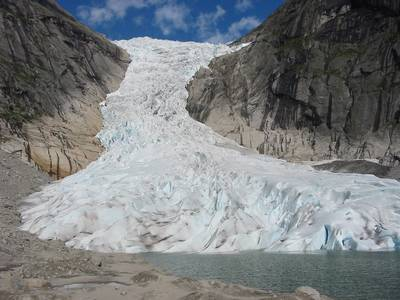
Briksdalsbreen zijarm van de Jostedalsbreen in Noorwegen

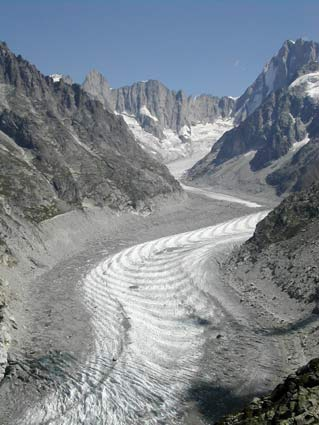
Mer-de-Glace in Chamonix-Mont-Blanc in Frankrijk

### Lengte en omvang
Doordat de lengte en omvang van een gletsjer bepaald wordt door het plaatselijke klimaat (temperatuur en neerslag), en omdat een gletsjer voornamelijk reageert op langdurige klimaatveranderingen, is de lengte en het volume van een gletsjer een goede en robuuste graadmeter voor veranderingen in het lokale klimaat. In Europa trekken sinds 1850 vrijwel alle gletsjers zich terug, na het einde van de Kleine IJstijd. Het feit dat op dit ogenblik veruit de meeste gletsjers overal op aarde kleiner worden geeft aan dat wereldwijd de gemiddelde temperatuur aan het oppervlak stijgt.
Grote ijsmassa's, zoals de Antarctische en Groenlandse ijskappen, reageren veel trager op klimaatveranderingen dan de individueel kleinere valleigletsjers. Veranderingen in de omvang van ijskappen kunnen ook nog voor een deel 'naweeën' zijn van de laatste grote ijstijd, zo'n 10.000 jaar geleden, terwijl individueel grotere valleigletsjers alleen nog 'naweeën' hebben van de Kleine IJstijd, zo'n 170 jaar geleden. Recent wetenschappelijk onderzoek aan de Groenlandse ijskap lijkt echter te suggereren dat de temperatuurstijgingen van de laatste 50 jaar het ijs aan de randen versneld kan doen afsmelten en de afvoergletsjers sneller doen stromen.

### IJskernen
Op grote ijskappen stapelen zich jaar na jaar lagen sneeuw op die verdichten tot ijs. Door een lange verticale kolom ijs uit een ijskap te boren kunnen deze jaarlagen bestudeerd worden. Zo'n kolom ijs heet een ijskern. De chemische en isotopische samenstelling van het ijs, maar ook de lucht die is ingevangen in kleine bubbeltjes in het ijs, kunnen iets zeggen over de samenstelling van de atmosfeer in het verleden, en dus iets over het klimaat. De langste klimaatreeksen die afgeleid zijn uit ijskernen zijn zo'n 800.000 jaar lang en geboord op Antarctica.

### Verdwijning
Meer en meer gletsjers smelten zo ver weg, dat we van een verdwijning kunnen spreken. In sommige gevallen gaat dat gepaard met een ceremonie.

## Gletsjers als conservering
In gletsjers worden soms lichamen aangetroffen van mensen en dieren die tientallen of honderden jaren eerder hoog in de bergen verongelukt zijn en uiteindelijk aan de onderkant door de gletsjer worden 'uitgespuwd'. Een bekende ijsmummie is Ötzi, die aan de Italiaanse kant van de grens tussen Italië en Oostenrijk gevonden is. Ötzi lag echter niet in een bewegende gletsjer, maar op een plaats met permanente ijsbedekking. Het heeft dan ook lang geduurd (zo'n 5000 jaar) voor hij ontdekt werd.

## Bekende gletsjers
- Aletschgletsjer in Zwitserland
- Jostedalsbreen in Noorwegen
- Mer de Glace in Chamonix-Mont-Blanc in Frankrijk
- Pasterze van de Großglockner in Oostenrijk
- Rhônegletsjer in Zwitserland
- Vatnajökull op IJsland
- Stubaier Gletscher in Oostenrijk
- Franz Josefgletsjer in Nieuw-Zeeland